# Louis Fischer
Louis Fischer (Filadelfia, 19 febbraio 1896 – Princeton, 15 gennaio 1970) è stato un giornalista statunitense.

## Biografia
Cresciuto in una famiglia povera, nel 1917 entrò nella Legione Ebraica, con la quale approdò in Palestina. Nel 1921 esordì nel mondo del giornalismo come corrispondente da Berlino per il New York Post, poi a partire dall'anno successivo visse in Unione Sovietica, dove scrisse articoli e libri, assumendo una posizione favorevole nei confronti del regime comunista. In quegli anni pubblicò Petroleum Imperialism (1926) e l'opera in due volumi The Soviet in International Relations (1930), nonché le opere politiche Why Russia Should Be Recognized (1931), Machines and People in Russia (1932) e Soviet Journey (1935). Nei suoi articoli trattò ampiamente i problemi del sionismo e della cultura ebraica sotto il dominio sovietico e il significato delle colonie agricole ebraiche.
Nel periodo delle grandi purghe emigrò in Spagna per combattere il fascismo nelle file del brigate internazionali, un'esperienza che lo portò a pubblicare The War in Spain (1937, tradotto anche in francese). Con la vittoria di Francisco Franco decise di viaggiare per il mondo (in India divenne uno stretto amico di Gandhi e Jawaharlal Nehru).
A seguito del patto Molotov-Ribbentrop abbandonò definitivamente gli ideali comunisti. Una dura critica nei confronti di Stalin è rintracciabile nelle sue opere Stalin and Hitler (1940), People and Politics (1941, autobiografia) e Gandhi and Stalin (1940). Nel 1950 pubblicò God Who Failed Expectations, una raccolta di articoli scritti da coloro che avevano perso le speranza nel comunismo.
Da un suo viaggio nel blocco orientale intrapreso nel dopoguerra scaturì il libro Newly Visited Russia (1957), un'analisi sui cambiamenti storici dell'Unione Sovietica e sulle primavere ungheresi e polacche del 1956. Nel 1959 divenne membro del Princeton Institute for Basic Research presso l'Università di Princeton.